# Berosus arnetti
Berosus arnetti är en skalbaggsart som beskrevs av Van Tassell 1990. Berosus arnetti ingår i släktet Berosus och familjen palpbaggar. Inga underarter finns listade i Catalogue of Life.